# Securidaca longipedunculata
Securidaca longipedunculata (en anglès: Violet tree, en afrikaans: Krinkhout, en tswana: Mmaba, en venda: Mpesu) és una espècie de planta poligalàcia.
Securidaca longepedunculata és un arbret que és comú a Àfrica tropical i subtropical que fa fins a 12 m d'alt i té usos medicinals i també en la medicina tradicional africana. Es fa servir contra el mal de cap i en l'artritis greu. També com plaguicida contra coleòpters en els cereals emmagatzemats.